# Bernard Tschumi

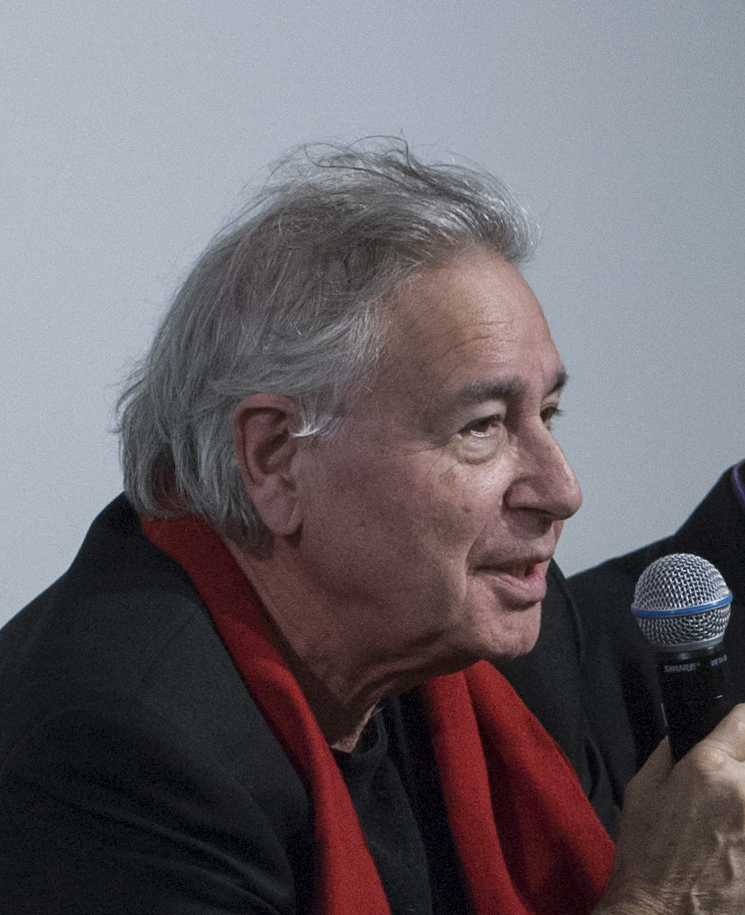
Bernard Tschumi (2017)

Bernard Tschumi (* 25. Januar 1944 in Lausanne, Schweiz) ist ein Architekt und Architekturtheoretiker mit französischer und schweizerischer Staatsangehörigkeit. Er lebt und arbeitet in den USA und in Frankreich.

## Leben
Tschumi, Sohn des Schweizer Architekten Jean Tschumi studierte bis 1969 an der ETH Zürich. Von 1970 bis 1979 lehrte er an der Architectural Association School of Architecture in London und ab 1976 ebenfalls am Institute for Architecture and Urban Studies in New York und an der Princeton University. Er baute mehrere kleinere experimentelle Modulbauten, die er Folies nennt, in den USA, in England und in den Niederlanden, bevor er im März 1983 als Preisträger aus dem internationalen Wettbewerb für den Parc de la Villette in Paris hervorging. 1986 erreichte er den zweiten Platz in dem internationalen Wettbewerb für den Bau der Oper von Tokio.
2012 wurde Tschumi in New York zum Mitglied (NA) der National Academy of Design gewählt.

## Preise und Ehrungen
- 1985: von der Revue Progressive Architecture (New York) für den „Parc de la Villette“ prämiert
- 1996: Grand prix national de l’architecture
- 1997: Ehrenmitglied im Bund Deutscher Architekten BDA
- 2005: IOC/IAk AWARD

## Bauten

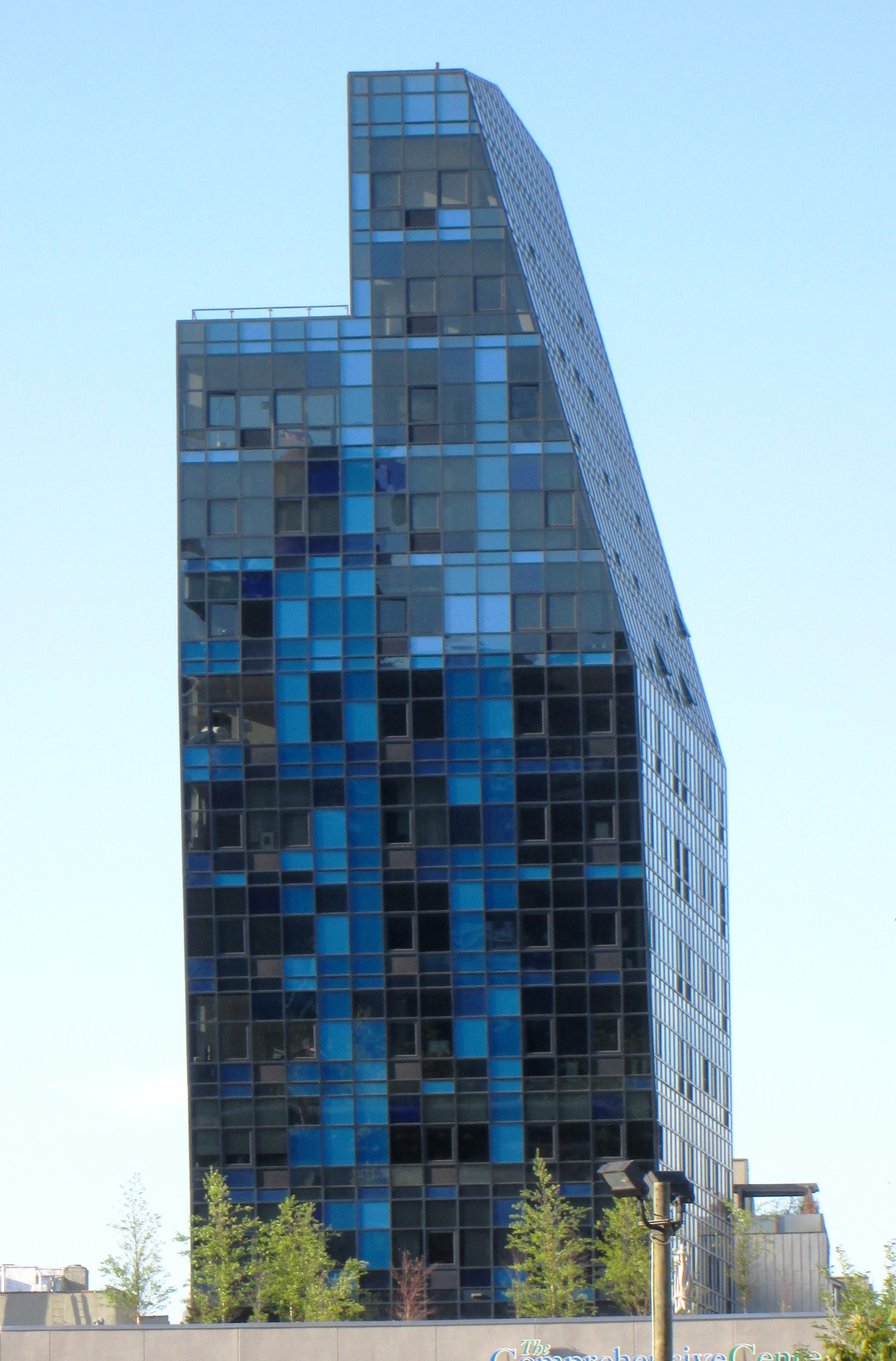
Blue Tower, Lower East Side, New York

- 1983: Parc de la Villette in Paris
- 1997: Medienzentrum Le Fresnoy in Tourcoing, Frankreich
- 1994–1999: School of Architecture, Marne-la-Vallée, Frankreich
- 1996–1999: Lerner Hall Student Center, Columbia University, New York
- 1999–2001: Zénith-Konzerthalle, Rouen, Frankreich
- 2002–2007: Akropolis-Museum, Athen
- 2005: Manufaktur für Vacheron Constantin, Genf
- 2007: Blue Tower, Lower East Side, New York
- 2012: MuséoParc Alésia

## Ausstellungen
Seine Zeichnungen stellte Tschumi in folgenden Städten aus:
- 1979: London
- 1978: New York
- 1983: Toronto
- 1984: Berlin (IBA)
- 1985: Mailand (Triennale)
- 1985: Paris (IFA)

## Publikationen
- 1994: Manhattan Transcripts, Academy Editions
- 1994: Architecture and Disjunction, Cambridge MIT Press
- 1994: Event Cities, 1 und 2, Cambridge MIT Press